# Spanskt medborgarskap

Spaniens passport som landets medborgare kan ansöka om

Spanskt medborgarskap är den legala förbindelsen mellan kungariket Spanien och en privatperson. Staten följer jus sanguinis-principen.

## Medborgarskap genom födelse
En person är en infödd spansk medborgare om han eller hon fyller åtminstone en av dessa krav:
- åtminstone en av föräldrarna har spanskt medborgarskap vid barnets födelse
- barn som är födda i Spanien och åtminstone en av föräldrarna är också född i Spanien (gäller inte diplomaters barn)
- barn var födelseplats är okänd men första verifierade boningsort är i Spanien

## Medborgarskap genom ansökan
Man kan få spanskt medborgarskap genom ansökan om man uppfyller följande krav:
- har varit bosatt i Spanien oavbrutet och tillräckligt långt
- är en person med gott rykte
- har blivit godkänd i ett språk- och medborgarskapsprov av Cervantesinstitutet (språkkrav gäller inte personer från Latinamerika)
- svär trohet till spanska kungen och svär att följa Spaniens grundlag
- har givit upp sina andra medborgarskap
- finns i Spaniens befolkningsregister

Vad som räknas som tillräckligt långt boende i Spanien beror på ansökares situation:
- i princip: 10 år
- flyktingar: 5 år
- sefarder, sådana som är ibero-amerikanska och sådana som har andorranskt, filippinskt eller ekvatorialguinesiskt medborgarskap: 2 år
- folk som är födda i Spanien, är under en spansk medborgares försörjning eller har medborgarskapsoption: 1 år

År 2015 erkände spanska regeringen att sefardernas deportation år 1492 var ett fel. För att gottgöra detta stiftades det en lag som skulle returnera sefardernas infödda medborgarskap genom ansökan (senast år 2021) av en individ som hör till sefarder.
Medborgarskapsoption betyder en underlättad process för sådana ansökare som är under en spansk medborgares försörjning eller som har åtminstone en förälder som är infödd spansk medborgare.
Spanska kungen kan genom ett dekret och regeringens samtycke ge spanskt medborgarskap till en person som har extraordinära skäl till att få det. Dessa personer är oftast meriterade inom konst, sport, kultur eller vetenskap men motiveringar till att bevilja medborgarskapet varierar från fall till fall.

## Dubbelt medborgarskap
Spanien erkänner dubbelt medborgarskap men endast i två fall: personer som har något annat ibero-amerikanskt medborgarskap eller franskt medborgarskap. År 2022 tecknade Frankrike och Spanien ett avtal som tillåter franska medborgare att behålla sitt franska medborgarskap om de får spanskt medborgarskap genom ansökan.
Spanska medborgare är också automatiskt EU-medborgare.